# 滨湖多尔根
滨湖多尔根是德国梅克伦堡-前波莫瑞州的一个市镇。总面积33.02平方公里，总人口674人，其中男性361人，女性313人（2011年12月31日），人口密度20人/平方公里。